# Jørgine
Jørgine er et pigenavn. Det er blandt de godkendte pigenavne i Danmark.
I 2016 var der registreret færre end 30 personer i Danmark med navnet Jørgine.
Man ser også navnet i Norge.
Den mandlige udgave af navnet er Jørgen.
Af kendte med navnet finder man den danske gymnastikhøjskoleforstander og frimenighedspræst Jørgine Abildgaard og
den norsk-amerikanske forretningskvinde Jørgine Boomer.
Jørgine er også titlen på Johannes V. Jensens længste Himmerlandshistorie.
I novellen følger man titelpersonens liv fra hun var pige til hun dør som gammel.
Navnet benyttede Jeppe Aakjær også i sit digt I den gule lupin med førstelinjen "Jørgine var en pige alt ud af bondestand", der var skrevet i november 1906.
Digtet fik melodi af Alfred Tofft.